# Luftangriffe in Bagdad am 12. Juli 2007
Die Luftangriffe in Bagdad am 12. Juli 2007 umfassten insgesamt drei Angriffe durch zwei Kampfhubschrauber der US-Army vom Typ Hughes AH-64 ‚Apache‘ auf Ziele im Stadtteil Al-Amin al-Thaniyah (arabisch الأمين الثانية) im Stadtbezirk Baghdād al-dschadīda (بغداد الجديدة, „Neu-Bagdad“) in Bagdads Osten. Die Veröffentlichung von Bordvideos der Hubschrauber durch die Enthüllungsplattform WikiLeaks im Jahr 2010 erregte weltweites Aufsehen.
Beim ersten Angriff beschossen die beiden oben erwähnten Apaches mit ihren 30-mm-Bordkanonen eine Gruppe von neun bis elf Männern, die sich im Weg von herannahenden amerikanischen Bodenkräften befanden. Einige der Männer waren bewaffnet mit einer AK-47 und einer Panzerfaust; andere waren unbewaffnet. Zwei für Reuters arbeitende irakische Kriegsberichterstatter, Saeed Chmagh und Namir Noor-Eldeen, begleiteten die Gruppe. Noor-Eldeens Kamera wurde dabei ebenfalls für eine Waffe gehalten. Acht Männer, Noor-Eldeen eingeschlossen, wurden während dieses Angriffes getötet.
Der zweite Angriff, bei dem ebenfalls die 30-mm-Kanone zum Einsatz kam, galt dem verletzten Saeed Chmagh und zwei unbewaffneten Männern, die Chmagh helfen wollten: Kurz bevor die Bodentruppen eintrafen, versuchten sie ihn in ihren Van zu ziehen. Dabei wurden die drei Männer getötet und zwei im Wagen sitzende Kinder verletzt.
Beim dritten Angriff wurden drei Hellfire-Raketen auf ein Haus abgefeuert, aus dem vermutlich das feindliche Gewehrfeuer kam, das der eigentliche Anlass dieser Hubschrauberangriffe war.

## Hintergrund
Laut dem Nachrichtensender CNN wurden amerikanische Soldaten des 16. Infanterieregiments seit dem Beginn der Operation Ilaaj jeden Morgen mit Handfeuerwaffen und rückstoßfreien Panzerabwehrhandwaffen beschossen. Als am 12. Juli in dem Gebiet wieder Schüsse gehört, aber nicht lokalisiert werden konnten, schickte die Army zwei Apache-Kampfhubschrauber dorthin. Diese verließen Camp Taji um 9:24 Uhr und kamen um 9:53 Uhr an, wo zu diesem Zeitpunkt die Koalitionstruppen von irakischen Aufständischen sporadisch angegriffen wurden.

## Angriffe

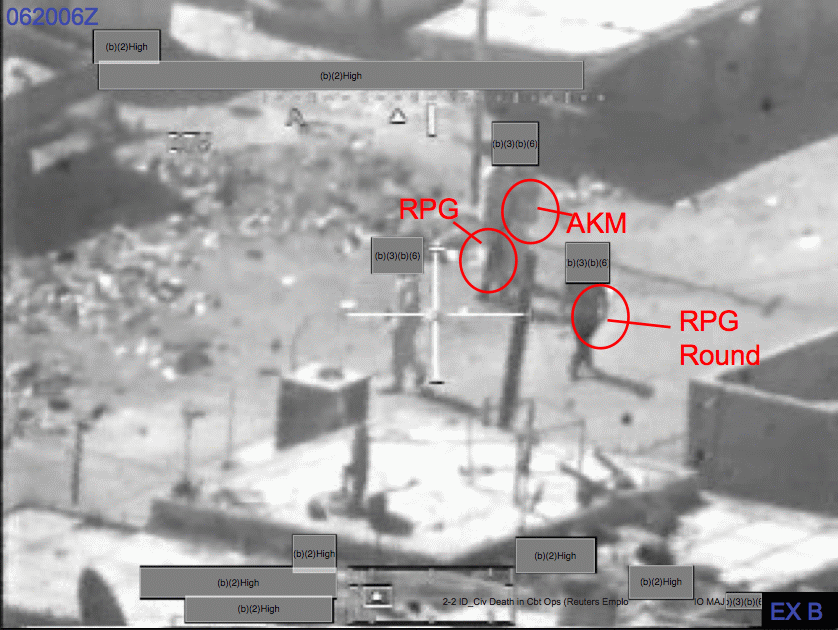
Bewaffnete Personen auf der Aufnahme des Helikopters

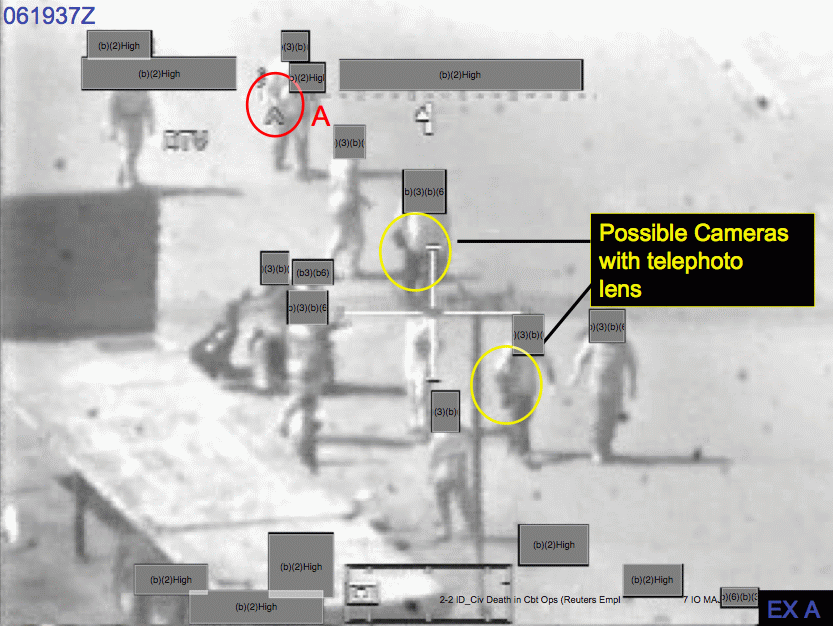
Eine Aufnahme mit den zwei Reuters-Mitarbeitern innerhalb einer Gruppe

Angekommen am Einsatzort, nahmen die zwei Hubschrauberbesatzungen eine Gruppe von 15 bis 20 Männern wahr. Zu diesem Zeitpunkt befanden sich auch die zwei Reuters-Mitarbeiter Saeed Chmagh (auch: Said Chmar) und Namir Noor-Eldeen (auch: Namir Nur-Eldin) an diesem Ort. Eine Helikopterbesatzung gab sich sicher, bei zwei Personen Waffen erkannt zu haben. Sie meldete eine Gruppe von fünf bis sechs Personen mit AK-47-Sturmgewehren und bat um Genehmigung zum Angriff. Nachdem die Genehmigung erteilt war, identifizierte die Besatzung bei einer Person einen Gegenstand als rückstoßfreie Panzerabwehrhandwaffe (RPG) und meldete das. Die Sicht auf die Gruppe war dem kreisenden Hubschrauber kurz durch ein Gebäude versperrt. Als die Sicht auf die Gruppe wieder frei wurde, eröffneten beide Helikopter das Feuer aus ihren 30-mm-Maschinenkanonen. Mehrere Männer, darunter Noor-Eldeen, wurden getötet und andere, darunter Chmagh, verwundet.
Ein kurz darauf vorbeifahrender Kleinbus hielt an und die unbewaffneten Insassen versuchten, den verletzten Saeed Chmagh zu retten. Noch bevor der Kleinbus an der Szene angehalten hatte, meldeten die Hubschrauberbesatzungen zunächst, ein die Leichen aufsammelnder Kleinbus nähere sich. Mit dem Hinweis, es sähe so aus, dass Personen möglicherweise Leichen und Waffen bergen könnten, wurde die Einsatzleitung um erneute Feuererlaubnis gebeten. Nach mehrfachem Drängen, schießen zu dürfen, meldeten die Besatzungen, dass nun der Verwundete in den Bus geladen werde, worauf die Feuererlaubnis erteilt wurde. Bei dem anschließenden Angriff auf den Van und die Helfer auf der Straße wurden Chmagh und die beiden unbewaffneten Helfer getötet. Zwei Kleinkinder, die sich im Bus befanden, überlebten schwer verletzt.
Danach gibt es einen Zeitraum von 20 Minuten, von dem es keine Aufnahmen gibt. Laut offiziellen Angaben verfolgten die Helikopter eine Gruppe Aufständischer, von denen einige in ein Haus gingen. Als das Video wieder anfängt, sind zwei Personen zu erkennen, von denen eine bewaffnet zu sein scheint und in das Gebäude geht. Bei der Einsatzleitung wurde wieder um Feuererlaubnis gebeten. Das Gebäude wurde von der Helikopterbesatzung erst als verlassen und dann als im Bau befindlich beschrieben. Nachdem eine Besatzung berichtete, dass sich mindestens sechs Personen mit Waffen in dem Haus aufhielten, wurde dieses mit drei Raketen des Typs AGM-114 Hellfire beschossen.
Die Schätzungen über die Zahl der bei dem Angriff ums Leben gekommenen Menschen schwanken zwischen 12 und 18.

## Aufklärung

### Am Tag nach den Angriffen
Bereits einen Tag nach dem Tod der Reuters-Mitarbeiter veröffentlichte die New York Times einen Artikel, in dem interviewte Augenzeugen und Vertreter der irakischen Polizei den Tod der beiden Männer und ihrer Begleiter auf den Beschuss durch amerikanische Kampfhubschrauber zurückführten. Das US-Militär erklärte im selben Artikel, dass amerikanische Bodentruppen in dem Gebiet mit Panzerfäusten und Handfeuerwaffen angegriffen worden seien und die Hubschrauber zur Unterstützung angefordert hätten. Im anschließenden Gefecht seien die beiden Reuters-Mitarbeiter und neun Aufständische getötet worden.

### Forderungen von Reuters
Reuters forderte daraufhin die US-Streitkräfte zur Untersuchung der gewaltsamen Todesfälle auf, wobei insbesondere folgende Punkte angesprochen werden sollten:
- Eine Erklärung, warum die beiden Kameras konfisziert wurden.
- Zugang zur Aufnahme der Kamera des in den Vorfall verwickelten Kampfhubschraubers.
- Zugang zu Funksprüchen zwischen den Hubschrauberbesatzungen und US-Bodentruppen.
- Zugang zu Berichten der am Vorfall beteiligten Einheiten, insbesondere eine Aufstellung aller am Tatort gefundenen Waffen.

Diese Forderungen, die auf der Grundlage des Freedom of Information Act gestellt wurden, wurden allerdings mit Verweis auf die Sicherheit der Soldaten zurückgewiesen.

### Interne Untersuchung des Militärs
Die US-Streitkräfte hatten zu diesem Zeitpunkt bereits eine interne Untersuchung durchgeführt, deren Ergebnisse aber erst 2010 veröffentlicht wurden. Demnach hätten Saeed Chmagh und Namir Noor-Eldeen keinen erkennbaren Versuch unternommen, sich als Pressevertreter kenntlich zu machen, durch die Nähe zu der Gruppe bewaffneter Aufständischer, in der sie sich bewegten, und durch das missverständliche Handhaben der Kameraausrüstung auf die Besatzungen der angreifenden Kampfhubschrauber wie feindliche Kombattanten gewirkt.
Der Bericht vom 6. April 2010 betonte, dass Details, die bei Betrachtung auf großen Bildschirmen ohne Weiteres leicht erkennbar sind, nicht notwendigerweise für die Apache-Piloten während eines Gefechtseinsatzes erkennbar seien, da diese die Szene auf einem weit kleineren Bildschirm betrachtet und gleichzeitig auf einen sicheren Flug und feindliche Aufständische zu achten gehabt hätten.

### WikiLeaks-Enthüllung
(ungeschnittene Videos: Teil 1 – Teil 2)
Am 5. April 2010 veröffentlichte WikiLeaks auf einer Pressekonferenz die an Bord der Apache-Hubschrauber aufgenommenen Videoaufnahmen des Vorfalls. In Anlehnung an den euphemistisch verwendeten militärischen Begriff Kollateralschaden (englisch: collateral damage) wurde hierfür der Titel Collateral Murder gewählt.
Das 39-minütige Video war von der Zielkamera der Bordkanone aufgenommen worden. Es zeigt mehrere Personen, die nach Auffassung der US-Soldaten AK-47-Sturmgewehre und eine Panzerfaust (RPG) trugen. Bei einigen der vermuteten Waffen handelte es sich um die Kameras der Journalisten. Die Bordkamera zeigt, wie das Feuer auf die Gruppe eröffnet wird. Etwa zwölf Zivilpersonen, einschließlich der beiden Reuters-Mitarbeiter Saeed Chmagh und Namir Noor-Eldeen, wurden getötet.
Wikileaks-Gründer und -Sprecher Julian Assange sagte, dass er nicht definitiv sicher sei, ob anwesende Personen tatsächlich Waffen getragen hätten (was im Irak allerdings nichts Ungewöhnliches sei), sie hätten jedoch die US-Truppen nicht angegriffen. Während z. B. Fox News der Interpretation des US-Militärs zustimmte, schätzte z. B. der Guardian ein, dass keine Waffen, jedoch die Kamera des Journalisten erkennbar gewesen sei.
Collateral Murder war die erste Veröffentlichung von WikiLeaks, bei der nicht nur das Originalmaterial unkommentiert gezeigt wurde, sondern auch eine bearbeitete, kürzere Version ins Netz gestellt wurde, die vom damaligen Wikileaks-Sprecher Daniel Domscheit-Berg als journalistischer Beitrag bezeichnet wurde. Zusätzliches Material wurde hinzugefügt, einschließlich Bilder der verletzten Kinder, des zerstörten Kleinbusses und der Angehörigen der bekannten Opfer. Auch die damals für die Soldaten gültigen Einsatzregeln wurden zusammen mit dem Video ins Netz gestellt. Damit gab Wikileaks erstmals seine neutrale Position auf und positionierte sich offen gegen die Handlungsweise der US-amerikanischen Regierung. Im Zusammenhang mit anderen Veröffentlichungen über den Krieg in Afghanistan äußerte Assange: „Das Material wirft ein Schlaglicht auf die alltägliche Brutalität und das Elend des Krieges. Es wird die öffentliche Meinung verändern und auch die von Menschen mit politischem und diplomatischem Einfluss“.
Der isländische Journalist und WikiLeaks-Sprecher Kristinn Hrafnsson reiste mit dem Kameramann Ingi Ragnar Ingason vor der Veröffentlichung des Videos nach Bagdad und interviewte die beiden überlebenden Kinder. Im Abspann des Videos werden außer Assange und ihm auch Birgitta Jónsdóttir, Rop Gonggrijp und Daniel Domscheit-Berg sowie andere als Mitarbeiter benannt.

## Reaktionen
Das veröffentlichte Video der Ereignisse in Bagdad erhielt früh eine große Aufmerksamkeit in Blogs, bei YouTube und investigativen Journalisten. Später berichteten daraufhin auch Massenmedien international ausführlich über das Video und den Vorfall. Obwohl es auch Versuche gab, die gekürzte Version des Videos als manipulierend darzustellen – so wurde z. B. in The Weekly Standard berichtet, das Video sei irreführend geschnitten – wurde die Veröffentlichung überwiegend als glaubhaft eingeschätzt.
In der Öffentlichkeit lösten besonders die Kommentare der Piloten (die davon ausgingen, dass sie Aufständische bekämpften) Empörung aus: Deren Funkverkehr war auf dem Video zu hören und nachträglich durch Untertitel ergänzt worden. Der Pilot kommentierte den Vorfall mit „Sieh dir diese toten Bastarde an!“, während ihm ein anderer Funkteilnehmer zu den „guten Schüssen“ gratuliert.
Das US-Militär gab bekannt, das Video sei echt, zeige allerdings nicht den Kontext des Angriffs; so habe es in der Nähe Feuergefechte gegeben. Das United States Central Command rechtfertigte den Einsatz damit, dass nach seiner Einschätzung einige Personen Waffen getragen hätten und die Journalisten aus der Entfernung nicht als Journalisten erkennbar gewesen seien.
Nach einem Hinweis von Adrian Lamo wurde im Mai 2010 die US-amerikanische Soldatin Chelsea Manning als mutmaßliche Informantin festgenommen, im Juni 2013 vor einem Militärtribunal in Fort Meade angeklagt und am 30. Juli 2013 unter anderem wegen Geheimnisverrats schuldig gesprochen. Der deutsche Whistleblower-Preis ging 2011 auch an die unbekannte Person, die das Video der Öffentlichkeit zugänglich gemacht hatte.
Der Journalist Rick Rowley, der selbst einen Tag nach dem Vorfall am Ort des Geschehens gearbeitet hatte, bezeichnete in einem Interview des Magazins Democracy Now die in dem Bericht des US-Militärs vom April 2010 gegen die getöteten Journalisten erhobenen Vorwürfe als „lächerlich“. Der Bericht hätte den Journalisten die Schuld mit der Begründung zugewiesen, dass diese sich nicht gegenüber dem weit über ihren Köpfen fliegenden Hubschraubern als Journalisten zu erkennen gegeben hätten, dass sie sich in der Nähe von bewaffneten Aufständischen aufgehalten und dass sie schließlich versucht hätten, heimlich amerikanische Truppen zu fotografieren. Nach Rowley habe es keinerlei Grund gegeben, die Menschen für bewaffnete Aufständische zu halten. Im Jahr 2007 habe Bagdad sich auf dem Höhepunkt des Bürgerkriegs befunden, jeden Tage hätten Dutzende von Leichen auf den Straßen gelegen, die irakischen Sicherheitskräfte, die Polizei und Armee seien mit sektiererischen Milizen aufgefüllt worden, so dass jede Nachbarschaft in Bagdad ihre eigenen Schutzkräfte bereitgestellt hätte. Es sei im Irak für jeden Haushalt legal gewesen, eine eigene Kalaschnikow (AK-47) zu besitzen, und so habe auch jeder Haushalt, den er selbst besucht hatte, eine besessen. Die Anwesenheit von Männern, von deren Schultern Kalaschnikows baumelten, innerhalb einer Menge von Zivilisten ohne jede Waffe, sei daher völlig erklärlich.